# 瑞浪駅
瑞浪駅（みずなみえき）は、岐阜県瑞浪市寺河戸町にある、東海旅客鉄道（JR東海）中央本線の駅である。駅番号はCF14。
運行形態の詳細は「中央線 (名古屋地区)」を参照。

## 歴史
- 1902年（明治35年）12月21日：官設鉄道 多治見 - 中津（現在の中津川）間延伸と同時に開業[1][4]。一般駅[3]。
- 1909年（明治42年）10月12日：線路名称制定。中央西線の所属となる。
- 1911年（明治44年）5月1日：線路名称改定。当駅を含む中央西線が中央本線に編入される[5]。
- 1980年（昭和55年）8月：現在の駅舎に改築[1]。
- 1984年（昭和59年）
  - 1月10日：車扱貨物の取扱いを廃止[3]。
  - 2月1日：荷物の取扱いを廃止[3]。
- 1986年（昭和61年）4月1日：みどりの窓口（民営化後の「JR全線きっぷうりば」）を設置[6]。
- 1987年（昭和62年）4月1日：国鉄分割民営化により、東海旅客鉄道の駅となる[3][7]。
- 1992年（平成4年）5月16日：自動改札機を設置[8]
- 2006年（平成18年）11月25日：ICカード「TOICA」の利用が可能となる。

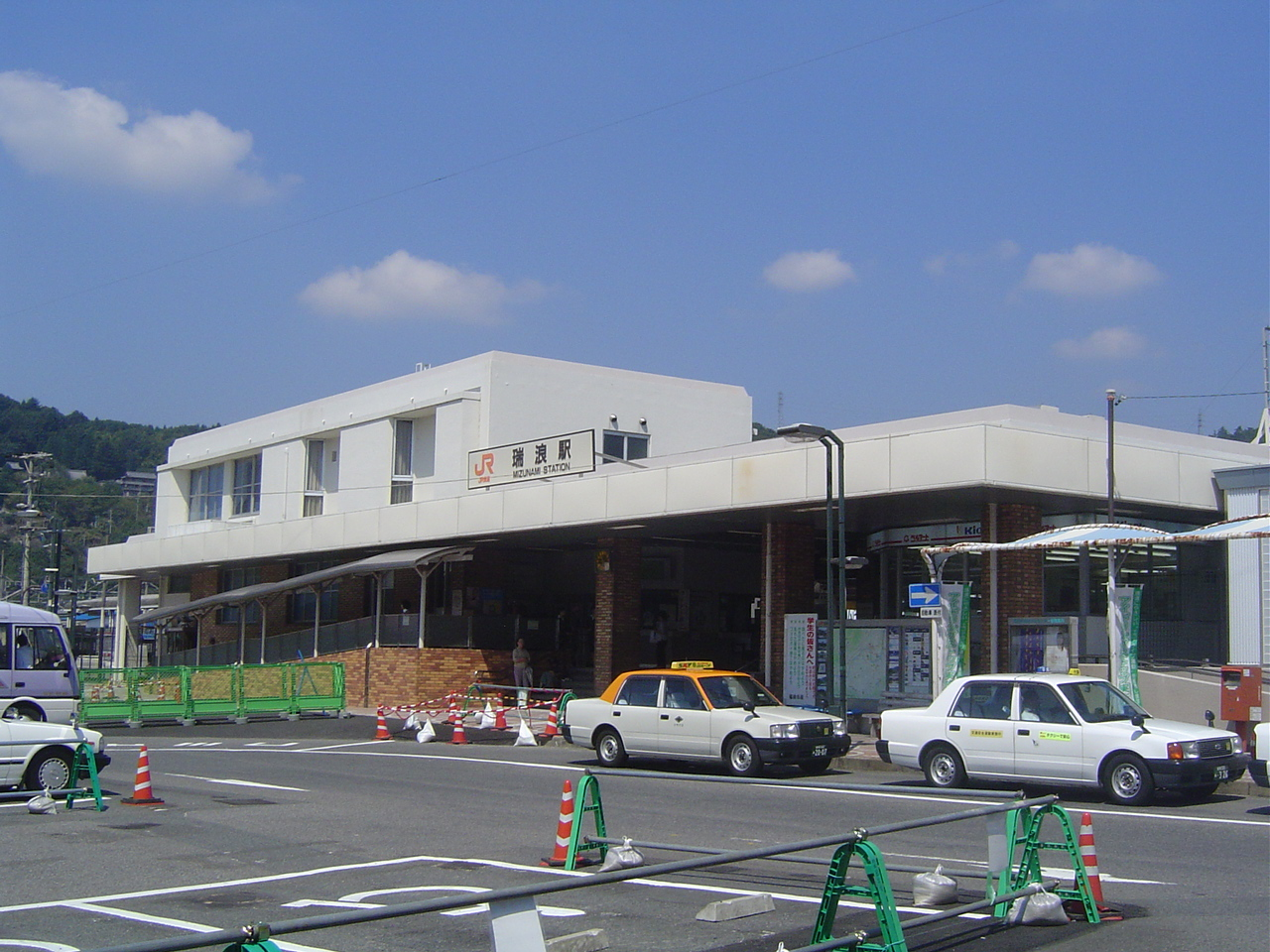
工事中の駅舎（2006年）

## 駅構造
単式ホーム1面1線と島式ホーム1面2線、合計2面3線のホームを有する地上駅。1・2番線が本線、3番線が副本線となっている。2番線（下り本線）の名古屋方にも出発信号機が設置されており、同線から名古屋方面への折り返しも可能。2つのホームは2箇所で跨線橋により繋がっている（釜戸方の跨線橋はエレベーターとエスカレーターが設置されている）。その他に、1番線から分岐する保線用側線が1線ある。かつては、3番線外側に貨物取扱い用側線があったが、現在は駐車場となっている。
駅長は配置されない駅員配置駅（直営駅）であり、多治見駅が当駅を管理する。単式ホーム（1番線）に隣接して置かれた駅舎の内部には、JR全線きっぷうりばや自動券売機、自動改札機などが設置されTOICAにも対応しているほか、売店としてベルマートが入居している。
駅舎と一体化した改札口は南側のみにある。改札を出て左折すると地下通路があり、駅北側と行き来できる。

### のりば
| 番線 | 路線        | 方向 | 行先               | 備考                      |
| ---- | ----------- | ---- | ------------------ | ------------------------- |
| 1    | CF 中央本線 | 上り | 多治見・名古屋方面 | 当駅始発は2・3番線        |
| 2    | CF 中央本線 | 下り | 中津川・長野方面   | 下りの一部列車は3番線発着 |
| 3    | CF 中央本線 | 上り | 多治見・名古屋方面 |                           |

（出典：JR東海:駅構内図）
名古屋方面からの一部列車が当駅で折り返しており、多くは3番線での折り返しである。3番線は2番線と一括で中津川方面のホームと案内されているが、実際には名古屋方面の始発列車の方が多い。

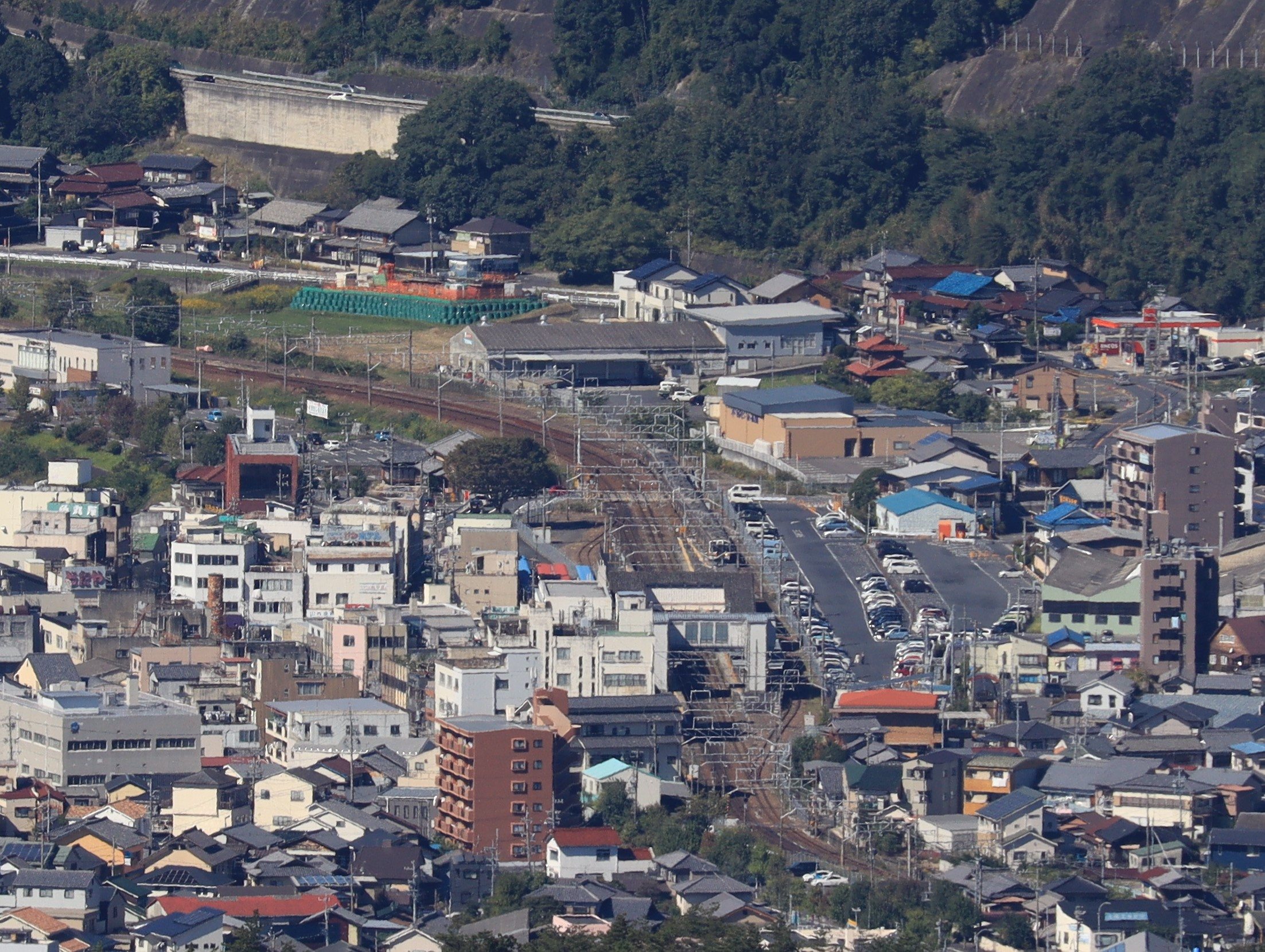
駅遠景
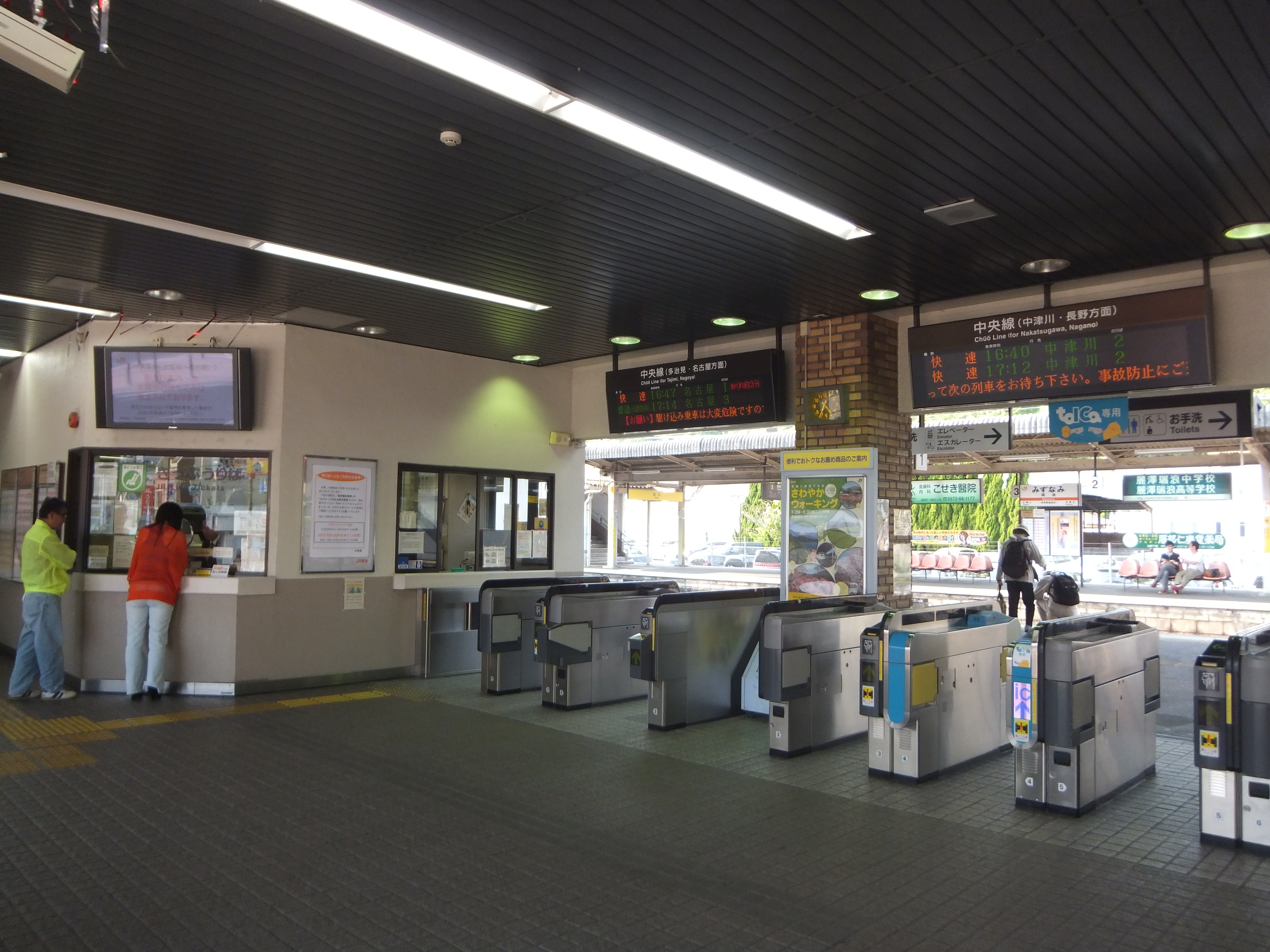
改札口
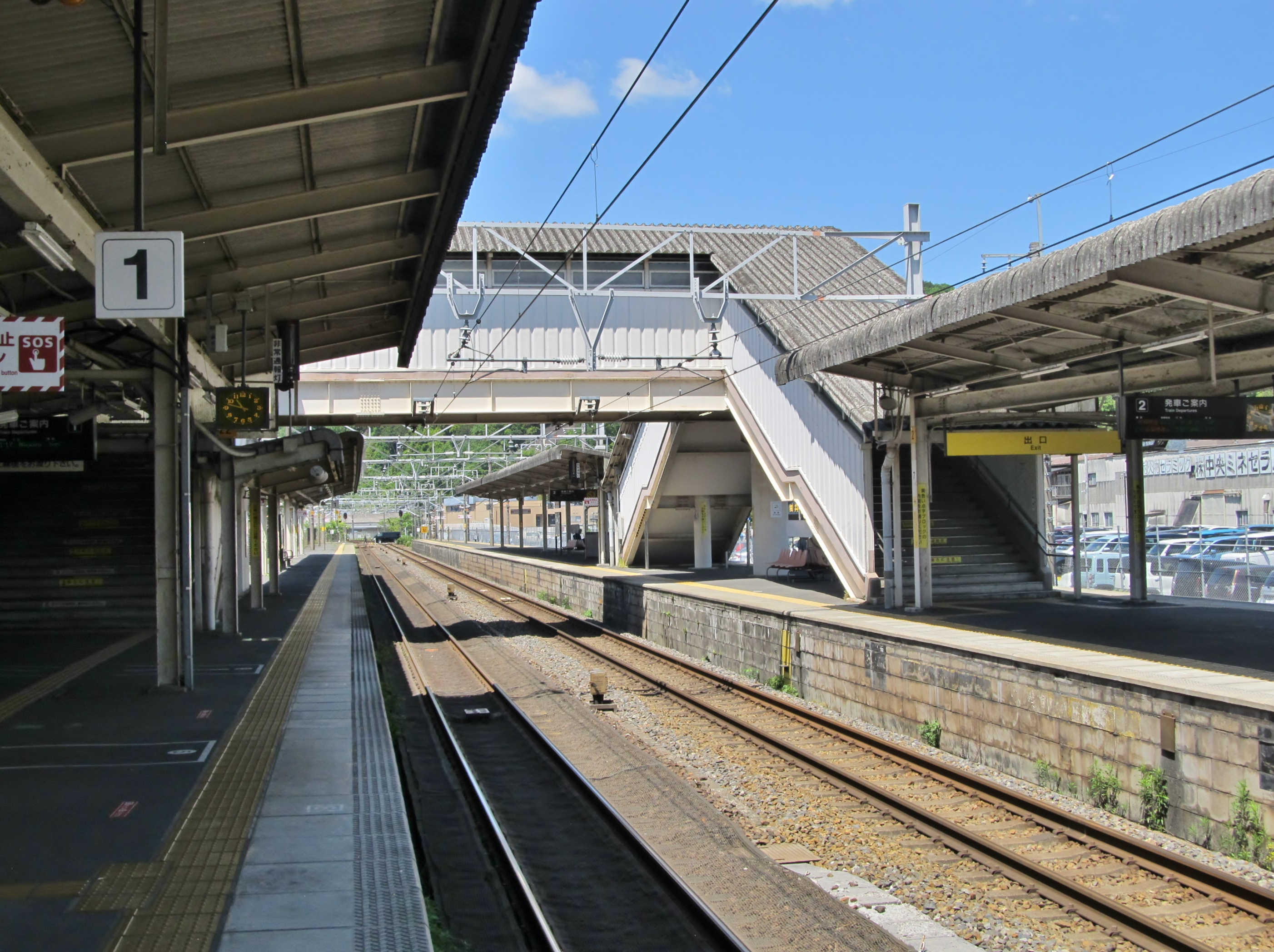
ホーム
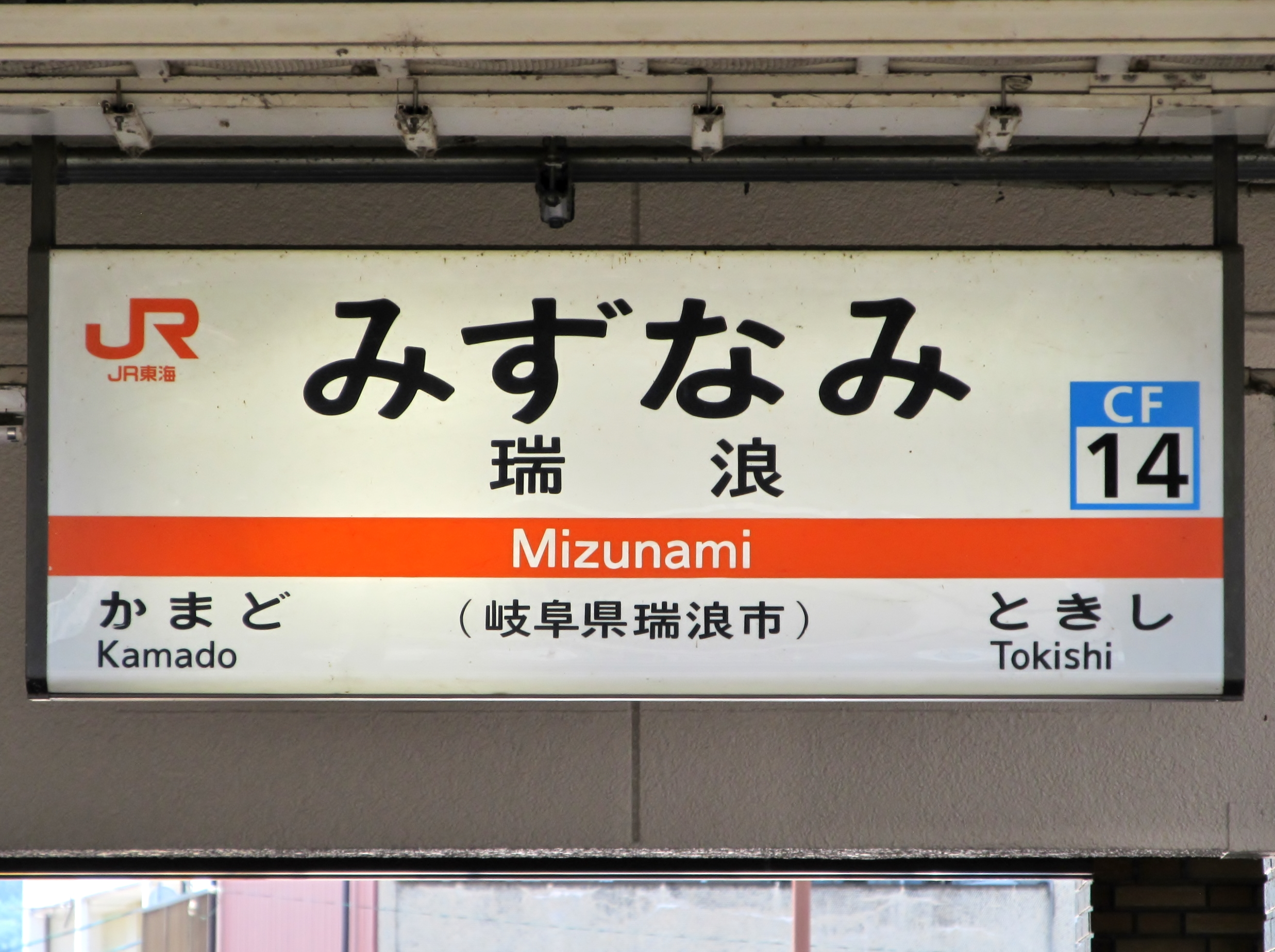
駅名標

## 利用状況
「岐阜県統計書」によると、当駅の1日平均乗車人員は以下の通り推移している。
- 2006年度 - 4,881人
- 2007年度 - 4,764人
- 2008年度 - 4,721人
- 2009年度 - 4,587人
- 2010年度 - 4,724人
- 2011年度 - 4,713人
- 2012年度 - 4,813人
- 2013年度 - 4,871人
- 2014年度 - 4,729人
- 2015年度 - 4,780人
- 2016年度 - 4,729人
- 2017年度 - 4,756人
- 2018年度 - 4,726人

## 駅周辺
駅南側は瑞浪市の中心市街地であるが、市役所や店舗・商業施設といった都市機能は、小里川・土岐川の南側にかけて広く分散している。駅北側は丘陵地帯やその裾野を中央自動車道や岐阜県道352号大西瑞浪線がJR中央線と並走するように通る。敷地の広さや自動車交通の便が重要な施設（博物館やスポーツ、工場など）の多くは駅北側にある。
- 瑞浪市役所
- 瑞浪市総合文化センター
  - 瑞浪市中央公民館
  - 瑞浪市民図書館
- 地域交流センターときわ
- 瑞浪市民公園[1]
  - 瑞浪市化石博物館[1]
  - 瑞浪市市之瀬廣太記念美術館
  - 瑞浪市地球回廊[1]
  - 瑞浪市陶磁資料館[1]
  - 瑞浪市民体育館
  - 岐阜県先端科学技術体験センター（サイエンスワールド）
- 瑞浪市窯業技術研究所
- ミュージアム中仙道
- 瑞浪郵便局
- 東濃信用金庫瑞浪支店
- 陶都信用農業協同組合瑞浪支店・土岐支店
- 瑞浪市立土岐小学校
- 瑞浪市立瑞浪小学校
- 瑞浪市立瑞浪中学校
- 瑞浪市立瑞浪北中学校
- 岐阜県立瑞浪高等学校
- 中京高等学校
- 中京短期大学
- 麗澤瑞浪中学校・高等学校
- 東濃厚生病院
- 瑞浪インターチェンジ - 中央自動車道
- 国道19号
- 瑞浪市消防本部 瑞浪市消防署
- JAとうと瑞浪支店
- スーパーマーケットバロー瑞浪中央店

## バス路線
- 東濃鉄道バス
  - 瑞浪=東駄知=多治見線：東駄知・多治見駅前方面
  - 明智線：明智駅前方面
- 瑞浪市コミュニティバス（平和コーポレーション委託）
- 恵那市自主運行バス山岡行き（平和コーポレーション委託）
- 瑞浪天徳バスストップ（高速バス用で中央自動車道沿い）

## 隣の駅
東海旅客鉄道（JR東海）
CF 中央本線
- 「ホームライナー瑞浪」発着駅

■快速・■区間快速・■普通
釜戸駅 (CF15) - 瑞浪駅 (CF14) - 土岐市駅 (CF13)